# Doubravlag
Doubravlag (en russe : Дубравлаг) était un camp spécial soviétique pour prisonniers politiques, situé dans le raion de Zoubova Poliana. Ces camps, où s'appliquait un régime sévère de détention, ont été créés dans l'après-guerre, à partir de 1948, par le ministère de la sécurité d'État (MGD, anciennement NKVD). Ils constituaient une branche spéciale du système du Goulag en Union soviétique.

## Dénomination
Doubravlag portait à l'origine le nom d'Ossoblag N ° 3, c'est-à-dire camp spécial N ° 3 (особый лагерь №3, особлаг №3). Doubravlag est la contraction de Doubravny lager (Дубравный лагерь). Le nom complet du camp était Doubravny ITL (Дубравный ИТЛ) ou camp de rééducation et de travail de Doubrava (Дубравный исправительно-трудовой лагерь).
Le russe Дубрава (Doubrava), à partir duquel est forgé l'adjectif Doubravny, signifie chênaie. En mai 1948, le code télégraphique du camp était Doubrava, et à partir du 15 janvier 1949 Doubravny. On peut supposer que le nom du camp provient, comme dans d'autres cas, de ce code ; il y avait cependant, non loin du camp, dans le même raion de l'oblast de Penza, un petit village du nom de Dubrovki.

## Histoire
Doubravlag est créé le 28 février 1948 par un décret du MGDr et il reste en activité jusque dans les années 1960. à partir de 1954, il est transformé en camp de rééducation par le travail (ITL). Il est situé dans le raion de Zoubova Poliana, dans la république socialiste soviétique de Mordovie. L'administration du camp se trouve dans le village de Ivas.
Il est installé sur le site d'un camp du Temlag (Temnikowski ITL) qui a fonctionné de 1931 à 1948. Il en reprend les infrastructures, dont une colonie d'enfants. La mise en place du Doubravlag est confiée au responsable du précédent camp. La disparation du Temlag se traduit pour les prisonniers par leur transfert à l'Ossoblag n°3,.
En 1953, le ministère de la justice reprend certains départements du camp, en particulier ceux où sont détenus des prisonniers dit du contingent général, et ses entreprises Industrielles. Il projette alors de metre en place un camp de rééducation et de travail appelé Barachevlag ou Barachevo-ITL, intégrés au combinat industriel du Goulag. Il s'agit de trois établissements de confection textile, deux de travail du bois et une fabrique de meubles. Le nouveau combinat doit employer des prisonniers de Barachevo-ITL, mais aussi du Doubrovlag, sur une base contractuelle. Il reste sous-utilisé, et est finalement pour des raisons de cout fusionné le 15 mars 1954 avec Doubrovlag,.
Il n'existe pas d'indication claire sur la date de fermeture de Doubrovlag. Il est encore en fonctionnement le 1er janvier 1960 pour le Portail Memorial.ru et Memorial.de) , ou encore en activité dans les années 1960, selon source tchèque Source Úřad dokumentace, qui s'appuie des documents originaux du ministère de l'intérieur. Le témoignage d'un ancien détenu portant sur la période  1961-1966 évoque sa libération le 1er avril 1966. Le camp a été en tout état de cause transformé à une date inconnue en une prison centrale, dont le code est  ЖХ-385 , avec des sections pour femmes, pour hommes et une section mixte,.

## Activité
Jusqu'à 26 000 détenus sont employés dans les activités suivantes :
- matériaux de construction ;
- travaux agricoles ;
- combiné industriel de Temnikovski dépendant du Goulag, après la fermeture du camp de Temnikovski, sur une base contractuelle ;
- construction et montage du combinat de  MordowTrestStroi ;
- chimie du bois (production de résine).

## Rattachement
Le camp a été rattaché administrativement aux administrations suivantes :
- GOULAG  (administration centrale des camps)  le 28 février 1948
- GTU (administration centrale des prisons) du MWD, le 28 mars 1953
- GOULAG (administration centrale des camps) du MWD le 8 février 1954
- UITLK (administration des camps et colonies de rééducation par le travail de) du MVD de la RSFSR à partir du février 1956.

## Détenus
L'effectif des détenus a varié, et a atteint en 1952 près de 26 000 Prisonniers :
- Août 1948 — 13 877[a]
- Janvier 1949 — 23 273[b]
- Janvier 1950 — 23 532[c]
- Janvier 1951 — 23 541
- Janvier 1952 — 25 616[d]
- Janvier 1953 — 20 680[e]
- Janvier 1954 — 16 980[f]
- Janvier 1955 — 12 257
- Janvier 1956 — 8 313
- Janvier 1957 — 12 272
- Janvier 1959 — 11 305
- Janvier 1960 — 9 988

## Prisonniers connus
- Jonas Aukštuolis (en)
- Leonid Borodine (ru)
- Nikolaï Braun (ru)
- Iouli Daniel
- Nina Gagen-Torn
- Iouri Galanskov
- Ivan Hel
- Alexandre Guinzbourg
- Olga Ivinskaja
- Siegfried Jenkner (de)
- Galina Kouzmenko
- Vladimir Kouznetsov
- Kronid Lioubarski (ru)
- Levko Loukianenko
- Antanas Miškinis (lt)
- Khaim Moguilerev (ru)
- Mikhaïl Molostvov (ru)
- Adele Naïdenovitch (ru)
- Erich Nehlhans (de)
- Vladimir Ossipov (ru)
- Tatiana Ossipova (ru)
- Lagle Pareka (ru)
- Baroukh Podolski (ru)
- Irina Ratouchinskaïa
- Aleksandr Romanov (ru)
- Stasys Šilingas (en)
- Andreï Siniavski
- Josyf Slipyj
- Valentin Sokolov (ru)
- Leonid Soloviov (ru)
- Mikhaïl Soroka (ru)
- Vassyl Stous
- Juozas Tonkūnas (lt)
- Marat Tchechkov (ru)
- Viatcheslav Tchornovil
- Tatiana Velikanova

## Commandants du camp
- Vassili Serguienko (ru), lieutenant général, du 8 avril 1948 au 14 janvier 1952 ;
- Piotr Gladkov (ru), lieutenant-général, mentionné le 12 mars 1952 и en mai 1952) ;
- Ivan Tcheremissine, colonel, du 16 avril 1952 au 5 novembre 1954;
- Mikhaïl Svineloupov (ru), général-major, pas avant le 15 mars 1954 - autour du  7 septembre 1954 ;
- F. A. Trochine, colonel, du 13 août 1954 au ? (mentionné le 28 février 1955).